# Gelis schizocosae
Gelis schizocosae là một loài tò vò trong họ Ichneumonidae.